# Rust Legacy
Rust Legacy (укр. Раст Легасі) — це перша версія відкритої виживаннівської гри Rust, що розроблялася компанією Facepunch Studios. Вийшла вона 11 грудня 2013 року, на два роки раніше, ніж на світ з'явилася друга версія гри — Rust Experimental. Rust Legacy здобула велику популярність серед геймерів своєю реалістичністю, механікою та відкритим світом. Основною метою гри Rust Legacy було виживання у небезпечному світі, де на кожному кроці чатує небезпека. Гравцям потрібно було збирати ресурси, будувати сховища, досліджувати територію та боротися з іншими гравцями та істотами.

## Історія розробки
Розробка почалася у 2013 році.
Початково Rust Legacy була задумана як простіший варіант гри, яка називалася Oxide. Проте, під час розробки гра поступово стала все складнішою та деталізованішою. Facepunch Studios досить швидко зрозуміли, що Rust Legacy має великий потенціал та може стати однією з кращих виживаннівських ігор.
Rust Legacy була розроблена на рушії Unity 4, який обмежував можливості розробників. Проте, з усім своїм обмеженням, гра зуміла здобути велику популярність серед геймерів та зарекомендувала себе як відмінна виживаннівська гра.
За роки розробки Rust Legacy було додано багато нових функцій та поліпшень. Розробники намагалися створити реалістичний світ виживання, який би відповідав вимогам гравців. Один з головних фокусів був на бойовій системі, яка мала бути більш реалістичною та динамічною.
З часом Rust Legacy став популярною грою в інтернет-спільноті, і його активно грали мільйони гравців по всьому світу. Проте в 2014 році розробники оголосили про початок розробки нової версії гри — Rust Experimental.
Відтоді розробка Rust Legacy була припинена, а в гру було додано оновлення, що перенесли багато функцій та можливостей Rust Legacy в Rust Experimental. З часом Rust Legacy став застарілим і більше не підтримується розробниками.
Проте, багато гравців і досі згадують Rust Legacy з ностальгією і навіть створили спільноти, які грають в стару версію гри. Rust Legacy залишається важливим етапом в історії гри та її розвитку, який вніс свій внесок у популярність гри та її подальший успіх.

## Особливості
Однією з головних особливостей гри Rust Legacy є її відкритий світ, який дає гравцям можливість вільно переміщуватися по ньому, досліджувати територію, збирати ресурси та боротися з іншими гравцями. Гра має реалістичну фізику, що дозволяє гравцям будувати споруди, створювати знаряддя праці, виготовляти зброю та зберігати свої ресурси.
У грі Rust Legacy є система крафту, за допомогою якої гравці можуть створювати різні інструменти, предмети та зброю. Ця система була досить складною та потребувала від гравців часу та ресурсів на те, щоб навчитися виготовляти необхідні речі.
Гра також має цікаву систему здоров'я та голоду, що змушує гравців пильно стежити за своїм станом та постійно шукати їжу, щоб не загинути від голоду.
Одним з головних аспектів гри Rust Legacy є соціальна взаємодія між гравцями. Гравці можуть об'єднуватися в клани та здійснювати спільні напади на інших гравців або ворогів. Це створює в грі певну атмосферу інтриг та змагань між гравцями.
Крім того, гра Rust Legacy має дуже гарну графіку та реалістичне звучання, що дозволяє гравцям повністю погрузитися в ігровий світ та відчути його атмосферу.
Узагалі, Rust Legacy є дуже цікавою грою з багатьма особливостями, що роблять її захоплюючою та незабутньою для гравців.

## Ігровий процес

### Старт гри та перші кроки в світі Rust Legacy
Ігровий процес Rust Legacy був досить складним та цікавим. Гра в Rust Legacy починається зі створення персонажа, який з'являється у випадковому місці на картах гри. Гравець має мінімальний набір інструментів та ресурсів, необхідних для виживання. Першими діями гравця є збір ресурсів (дерево, камінь, метал) та створення основних інструментів, таких як сокира, кам'яний молот, ніж, які дозволяють збирати більше ресурсів. Ресурси були необхідні для виготовлення різних предметів, включаючи знаряддя праці, зброю, будівельні матеріали та інші корисні речі.

### Будівництво баз та спільна гра в кланах у Rust Legacy
Одним з найважливіших аспектів ігрового процесу Rust Legacy була можливість будувати бази, які захищали гравців від нападів інших гравців та звірів. Бази складалися з різних будівельних блоків, які гравці могли розміщувати на своїй території. Будівлі могли мати різний рівень захисту та функціональності, що залежало від використаних матеріалів. Гравці могли будувати різноманітні структури, від простих наметів до великих баз зі стінами та вежами. Також вони могли об'єднуватися в команди, ділитися ресурсами та взаємодіяти в боротьбі проти інших кланів та груп. Ігровий процес Rust Legacy включав багато аспектів, що забезпечували глибоку інтерактивність та реалістичність гри. Гравці можуть виконувати різноманітні дії, такі як збирати ресурси (дерево, камінь, метал), виготовляти предмети, будувати будівлі, розміщувати в них предмети та ресурси, а також вступати в бій з іншими гравцями.

### Крафтинг та створення речей у світі Rust Legacy
Крім того, у грі була розвинута система крафту, яка дозволяла гравцям виготовляти різні предмети з ресурсів, що були доступні в грі. Крафтинг був необхідний для виготовлення знаряддя праці, зброї та різних інших корисних речей.
Ігровий процес Rust Legacy включав багато аспектів, що забезпечували глибоку інтерактивність та реалістичність гри.

### Боротьба з голодом, спрагою та небезпеками в Rust Legacy
Один з ключових аспектів ігрового процесу Rust Legacy — це боротьба з голодом, спрагою та відповідними небезпеками в грі. Гравці повинні їсти та пити, щоб залишатися здоровими та жити в грі. На додаток до цього, гравці повинні уникати небезпек, таких як дикий звір, радіаційні зони та інші небезпеки, які можуть завдати шкоди їхньому здоров'ю та призвести до смерті. Це забезпечувало більшу глибину в бою та сприяло більш реалістичному ігровому досвіду.

### Динамічна погода та вплив на ігровий процес у Rust Legacy
Ігровий процес Rust Legacy також залежав від динамічної погоди та дня та ночі, що змушувало гравців адаптуватися до зміни умов та використовувати їх у свою користь. Крім того, в грі була реалістична система пошкоджень, яка впливала на стан гравця. Наприклад, якщо гравець отримував травму, йому потрібно було вживати ліки та знайти притулок для відновлення здоров'я. Т

### Транспорт, звірі та торговельні пункти: розширюючи світ гри Rust Legacy
Крім основних елементів ігрового процесу, Rust Legacy також мав багато інших функцій, таких як транспорт, звірі, торговельні пункти та інші. Всі ці функції доповнювали ігровий процес та дозволяли гравцям досліджувати та взаємодіяти зі світом гри.

## Продажі
Нажаль, точних даних про кількість проданих копій гри Rust Legacy не існує, оскільки ця інформація не була опублікована офіційно. Facepunch Studios, розробник гри, зазвичай не розголошує точні цифри продажів своїх ігор. Однак, можна сказати, що Rust Legacy була досить популярною грою у свій час, особливо серед прихильників жанру виживання. Офіційна версія гри Rust Legacy була видалена з продажу в лютому 2018 року, коли розробники перемикнули свою увагу на нову версію гри Rust Experimental. Проте, гравці, які вже придбали Rust Legacy до того часу, можуть продовжувати грати в неї. Також існує можливість купити ключ для Rust Legacy на сторонніх сайтах, де він продається в обмеженій кількості. Однак, варто зазначити, що після видалення з продажу, розробка та оновлення Rust Legacy були припинені, а офіційна підтримка гри більше не надається.